# Domingo Lejona
Domingo Héctor Lejona (Chascomús, 2 febbraio 1938) è un ex calciatore argentino, di ruolo centrocampista.

## Palmarès

### Nazionale
- Giochi panamericani: 1

Argentina: Chicago 1959